# Districtul Naogaon
Naogaon este o unitate administrativ-teritorială localizată în partea de nord-vest a Bangladeshului, în Diviziunea Rajhahi. Are o suprafață de 3436 km 2, iar la recensământul din 2001 avea o populație de 2.391.355 locuitori. Reședința districtului este orașul omonim. La rândul său districtul se divide în 11 subdistricte (upazila).